# 莫恩峰
莫恩峰（英語：Mohn Peaks），是南極洲的山峰，位於帕爾默地，處於梅森灣西南面17公里，由2座山峰組成，海拔高度分別1,275米和1,230米，在1940年12月由美國研究隊發現和拍攝空中照片，現時由南極條約體系管理。